# Keyboard Cat
Keyboard Cat är ett Internetfenomen. Det består av en filmsnutt med "Fatso", en katt (numera avliden) som ägdes av Charlie Schmidt i Spokane, Washington och "spelar" en festlig trudelutt på en elektrisk synth. Klippet har uppnått popularitet hos Internetanvändare genom att vara inbäddat i bloopers och andra massivt spridna videor på nätet där katten "leker" den personen av scenen efter ett misstag eller en blunder, vanligtvis åtföljt av titeln Play Him Off, Keyboard Cat eller liknande. Den första videon av den sorten skapades av Brad O'Farrell.
Keyboard Cat populariserades ytterligare av Stephen Colbert den 18 maj 2009, i ett inslag av The Daily Show with Jon Stewart. Andy Sambergs öppningsmonolog i 2009 års upplaga av MTV Movie Awards föreslog att pristagare vars tal höll på för länge skulle bli "played off" med Keyboard Cat. I det kommande Nintendo DS-spelet, Scribblenauts, i vilket spelaren kan framkalla talrika föremål till hjälp med att lösa gåtor, finns Keyboard Cat med som en av många möjliga Internetfenomen som kan tas fram i spelet. Framgångarna för Scribblenauts på Electronic Entertainment Expo anses till stor del ha att göra med att populariteten för Keyboard Cat som fenomen var som störst under tiden då E3-mässan pågick.